# Synegia secunda
Synegia secunda är en fjärilsart som beskrevs av Swinhoe 1909. Synegia secunda ingår i släktet Synegia och familjen mätare. Inga underarter finns listade i Catalogue of Life.